# Ulex minor
L'argelaga menuda (Ulex minor) és un arbust espinós de la família de les fabàcies.

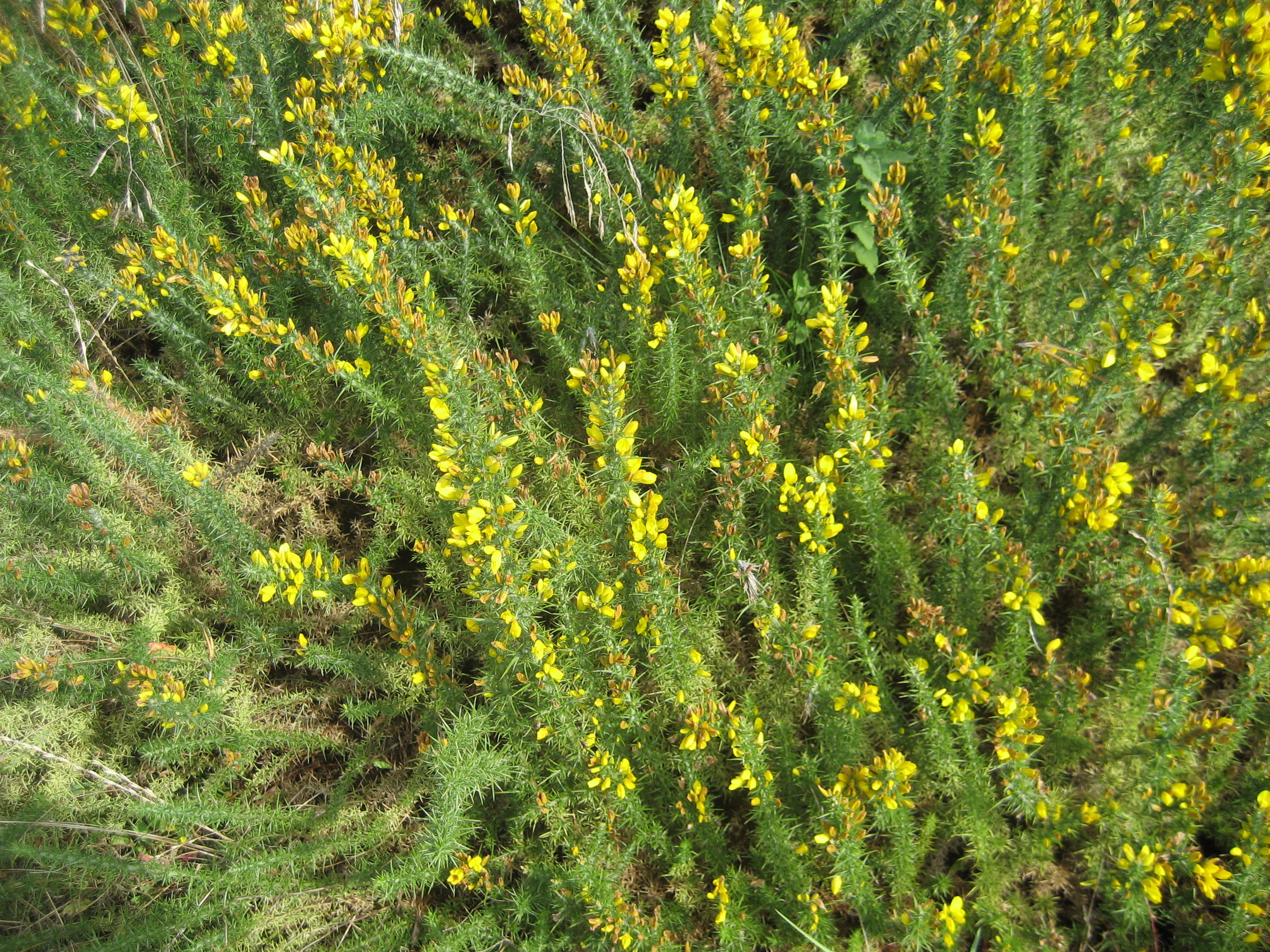
En el seu hàbitat

## Descripció
Arbust de fins a 2 m, profusament ramificat, molt espinós, amb espines densament agrupades en la part basal d'una espina més gruixuda (espina primària). Fulles alternes, trifoliades o unifoliades, sovint reduïdes a Fil·lodis (pecíol aplanat). Flors hermafrodites, zigomorfes, pentàmeres, axil·lars. Calze de (6,5) 7-9,5 mm, dividit fins a la base en dos llavis, un de superior amb dues dents i un altre d'inferior amb tres dents, laxament pelós, amb pèls aplicats. Corol·la groga, amb pètal superior (estendard) més llarg que els laterals (ales) i que la quilla formada per fusió dels dos pètals inferiors. Androceu amb 10 estams soldats pels filaments en la part inferior per a formar un tub que embolica l'ovari (androceu monadelf). Ovari súper, amb un sol carpel. Fruit en llegum de 8-9,5 mm, plana, sense pèls.

## Distribució i hàbitat
Distribució atlàntica. A Portugal, Espanya, França i Gran Bretanya.
En bruguerars oligòtrofs en sòls temporalment entollats. floreix i fructifica de l'estiu fins a la primavera.

## Taxonomia
Ulex minor va ser descrita per Albrecht Wilhelm Roth i publicat en Catalecta Botanica 1: 83. 1797.
Citologia

Nombre de cromosomes d'Ulex minor (Fam. Leguminosae) i tàxons infraespecífics: 2n=32
Etimologia

Ulex: nom genèric que és l'antic nom d'aquesta planta o alguna similar.
minor: epítet llatí que significa "més petit.
Sinonímia

- Ulex spartioides (Webb) Nyman
- Ulex autumnalis Thore
- Ulex montanus Pourr. ex Bubani
- Ulex nanus var. acicularis Merino
- Ulex nanus var. confertus Merino
- Ulex nanus var. lusitanicus Webb
- Ulex nanus var. nemoralis Simon
- Ulex nanus var. remotus Cout.
- Ulex nanus var. thorei Lagr.-Foss.
- Ulex nanus Symons
- Ulex paniculatus Pourr. ex Bubani[7][8]